# Brooks (Minnesota)
Brooks ist eine Kleinstadt (mit dem Status „City“) im Red Lake County im US-amerikanischen Bundesstaat Minnesota. Das U.S. Census Bureau hat bei der Volkszählung 2020 eine Einwohnerzahl von 117 ermittelt.

## Geografie
Brooks liegt im Nordwesten Minnesotas am Hill River, einem Nebenfluss des in den Red River of the North mündenden Red Lake River. Die geografischen Koordinaten von Brooks sind 47°49′02″ nördlicher Breite und 96°00′21″ westlicher Länge. Der Ort erstreckt sich über eine Fläche von 3,03 km².
Benachbarte Orte von Brooks sind Plummer (12,1 km nordnordwestlich), Oklee (13,8 km östlich), Erskine (16,8 km südlich), Mentor (23,8 km südwestlich) und Red Lake Falls (26,9 km westnordwestlich).
Die nächstgelegenen größeren Städte sind Fargo in North Dakota (166 km südwestlich), Grand Forks (96,3 km westlich), Winnipeg in der kanadischen Provinz Manitoba (266 km nordnordwestlich), Duluth am Oberen See (353 km ostsüdöstlich) und Minneapolis (434 km südöstlich).
Die Grenze zu Kanada befindet sich 149 km nördlich.

## Verkehr
Der von Nord nach Süd verlaufende U.S. Highway 59 kreuzt im Zentrum von Brooks die Minnesota State Route 92. Alle weiteren Straßen sind untergeordnete und teils unbefestigte Fahrwege sowie innerörtliche Verbindungsstraßen.
Parallel zum US 59 verläuft eine Eisenbahnstrecke der Canadian Pacific Railway durch Brooks.
Mit dem Thief River Falls Regional Airport befindet sich 38,4 km nordnordwestlich der nächste Regionalflughafen. Die nächsten größeren Flughäfen sind der Hector International Airport in Fargo (169 km südwestlich), der Grand Forks International Airport (104 km westlich), der Winnipeg James Armstrong Richardson International Airport (274 km nordnordwestlich) und der Minneapolis-Saint Paul International Airport (458 km südöstlich).

## Demografische Daten
Nach der Volkszählung im Jahr 2010 lebten in Brooks 141 Menschen in 60 Haushalten. Die Bevölkerungsdichte betrug 46,5 Einwohner pro Quadratkilometer. In den 60 Haushalten lebten statistisch je 2,35 Personen.
Ethnisch betrachtet bestand die Bevölkerung mit fünf Ausnahmen nur aus Weißen. Unabhängig von der ethnischen Zugehörigkeit waren 0,7 Prozent (eine Person) der Bevölkerung spanischer oder lateinamerikanischer Abstammung.
25,5 Prozent der Bevölkerung waren unter 18 Jahre alt, 56,1 Prozent waren zwischen 18 und 64 und 18,4 Prozent waren 65 Jahre oder älter. 50,4 Prozent der Bevölkerung war weiblich.

Das mittlere jährliche Einkommen eines Haushalts lag bei 32.679 USD. Das Pro-Kopf-Einkommen betrug 15.787 USD. 15,9 Prozent der Einwohner lebten unterhalb der Armutsgrenze.